# جائزة أستراليا الكبرى 1980
جائزة أستراليا الكبرى 1980 هو سباق فورمولا 1 أقيم بتاريخ 16 نوفمبر 1980 في ملبورن، فيكتوريا. حلّ الأسترالي آلان جونز أولا بينما جاء الإيطالي برونو جياكوميللي في المركز الثاني وحصل على المركز الثالث الفرنسي ديدييه بيروني.